# 大柏

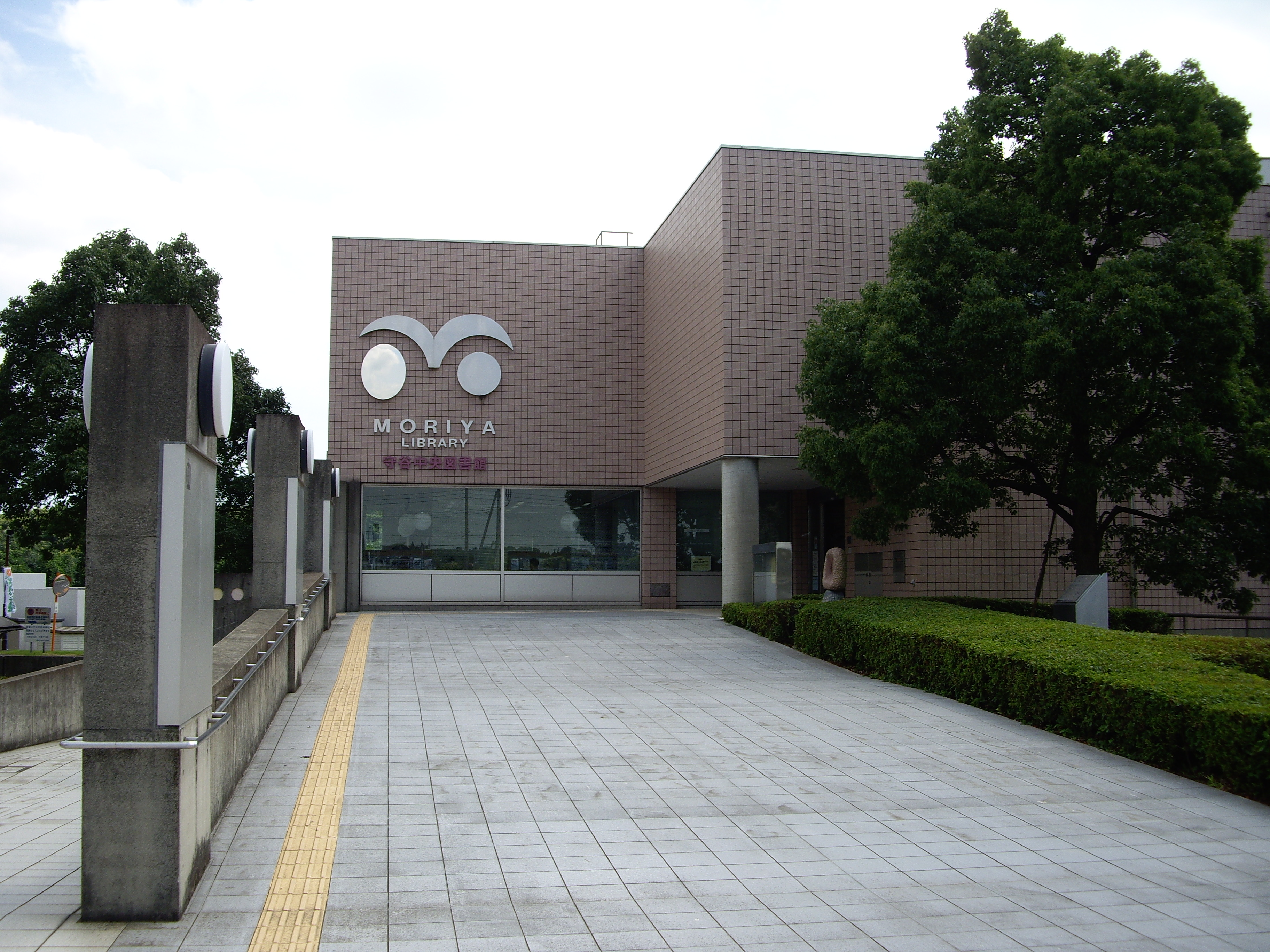
守谷中央図書館

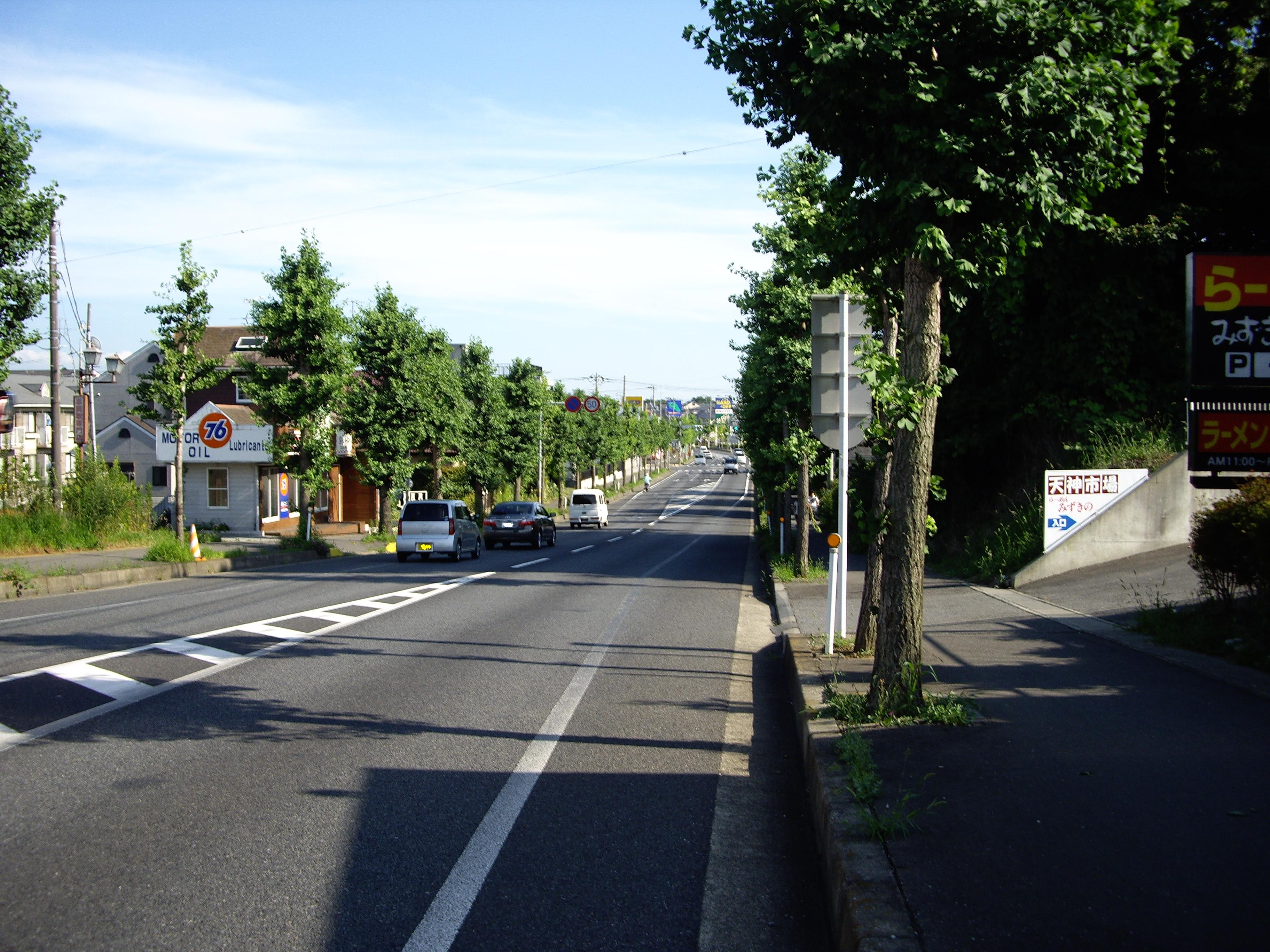
常総ふれあい道路

大柏（おおがしわ/Ogashiwa）は茨城県守谷市にある地名。旧北相馬郡大柏村。郵便番号は302-0116（町内にある守谷市役所のみ302-0198）。
　

## 概要
守谷市の中央部に位置し、守谷市役所、守谷中央図書館がある。また、地域の中央を常磐自動車道、東部を常総ふれあい道路が通る。
地域内を東西に結ぶ通りは世界恐慌時に失業救済の一環で建設されたもので、1931年（昭和6年）の初めから、同年4月27日まで工事が行われた。そのことより、かつては｢失業救済道路｣と呼ばれた。また、その頃より、現在の天神交差点の西、給食センター付近の坂を｢天神坂｣と呼んでいる。
東は松ケ丘、百合ケ丘、鈴塚、西は野木崎、南は利根川を挟んで柏市大青田、北は立沢と接している。

## 地名の由来
西光寺の山号大柏山に由来するものと言われている。

## 小字
- 下ヶ戸
- 天神

## 沿革
- 1869年（明治2年）　葛飾県相馬郡大柏村となる。
- 1871年（明治4年）　廃藩置県により印旛県相馬郡大柏村となる。
- 1873年（明治6年）　県の統合により千葉県相馬郡大柏村となる。
- 1875年（明治8年）　境界変更により千葉県から茨城県に移管。茨城県相馬郡大柏村となる。
- 1878年（明治11年）　相馬郡が、南相馬郡と北相馬郡に分離し、北相馬郡大柏村となる。
- 1889年（明治22年）　北相馬郡野木崎村と合併し、北相馬郡大野村大字大柏となる。
- 1955年（昭和30年）　守谷町と合併し、北相馬郡守谷町大字大柏となる。
- 2002年（平成14年）　市制施行により、守谷市大柏となる。

## 世帯数と人口
2025年（令和7年）5月1日現在の世帯数と人口は以下の通りである。
| 大字 | 世帯数  | 人口    |
| ---- | ------- | ------- |
| 大柏 | 584世帯 | 1,536人 |

## 交通
首都圏新都市鉄道つくばエクスプレス・関東鉄道常総線守谷駅を結ぶ路線バス、守谷市コミュニティバス｢モコバス｣が地域内を走っている。
路線バス
地域内には｢守谷市役所｣の停留所がある。
| 系統                             | 主要経由地                                       | 行先       | 運行会社 |
| -------------------------------- | ------------------------------------------------ | ---------- | -------- |
|                                  | 守谷市役所・薬師台五丁目・松前台五丁目・立沢公園 | 新守谷駅   | ■関鉄    |
| 深夜                             | 守谷市役所・薬師台五丁目・松前台五丁目・久保ケ丘 | 小絹中学校 | ■関鉄    |
|                                  | 守谷市役所                                       | 守谷駅西口 | ■関鉄    |
| 備考 深夜は23時以降・料金5割増。 |                                                  |            |          |

かつては以下の路線バスの停留所が存在した。
- 大柏（現在のモコバス｢大柏橋｣停留所付近）
- 大柏坂上（現在のモコバス｢天神｣停留所南。｢天神交差点｣付近）

モコバス
地域内には｢中坪｣、｢前坪｣、｢大柏橋｣、｢給食センター前｣、｢図書館前｣、｢守谷市役所｣の6つの停留所がある。
| 系統        | 主要経由地                                                   | 行先       | 運行会社 |
| ----------- | ------------------------------------------------------------ | ---------- | -------- |
| Aルート(右) | 大柏橋・給食センター前・百合ケ丘二丁目・守谷駅西口           | 守谷市役所 | ■関鉄    |
| Aルート(左) | 給食センター前・大柏橋・スポーツセンター前・四季の里公園入口 | 守谷市役所 | ■関鉄    |
| Bルート(右) | 前坪・中坪・図書館前                                         | 守谷市役所 | ■関鉄    |
| Bルート(左) | 中坪・前坪・南守谷駅・守谷駅西口                             | 守谷市役所 | ■関鉄    |

## 小・中学校の学区
市立小・中学校に通う場合、学区は以下の通りとなる。
| 地域                                                                      | 小学校                   | 中学校     |
| ------------------------------------------------------------------------- | ------------------------ | ---------- |
| 下ヶ戸                                                                    | 黒内小学校及び大野小学校 | 守谷中学校 |
| その他全域                                                                | 大野小学校               | 守谷中学校 |
| 備考 下ヶ戸地区は黒内小学校と大野小学校のどちらかを選択することができる。 |                          |            |

## 施設
- わかばのもり保育園 － 大柏835番地1
- 守谷わかば幼稚園 － 大柏763番地
- 守谷市役所 － 大柏950番地1
- 守谷中央図書館 － 大柏937番地2
- 守谷市立学校給食センター － 大柏1064番地2
- 常磐自動車道守谷SA（上り線） － 大柏166番地